# Targhe d'immatricolazione della Finlandia

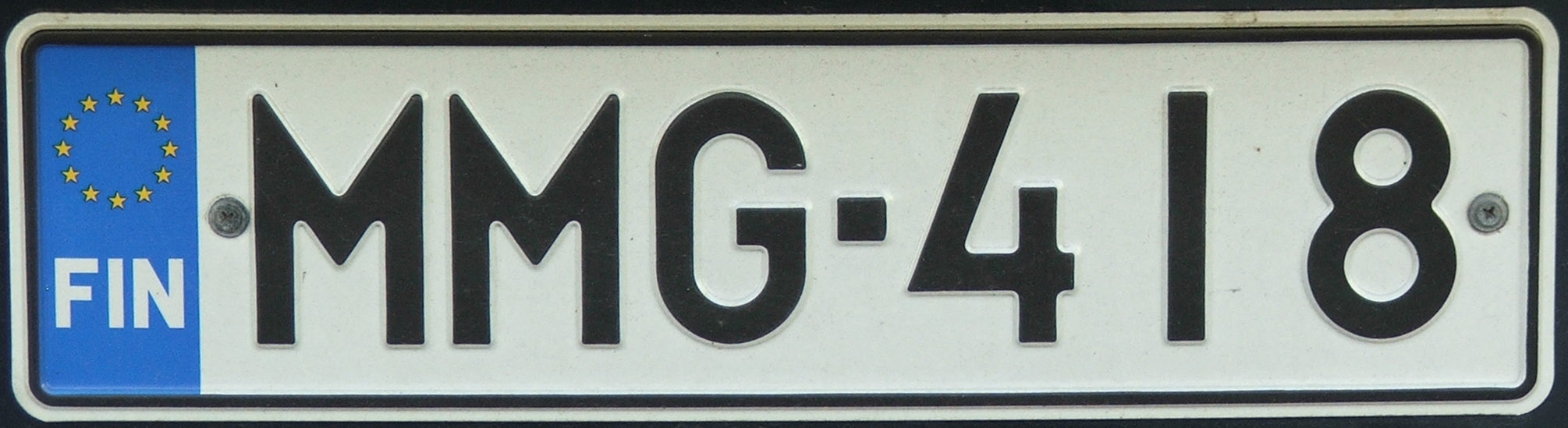
Formato standard in uso con banda blu

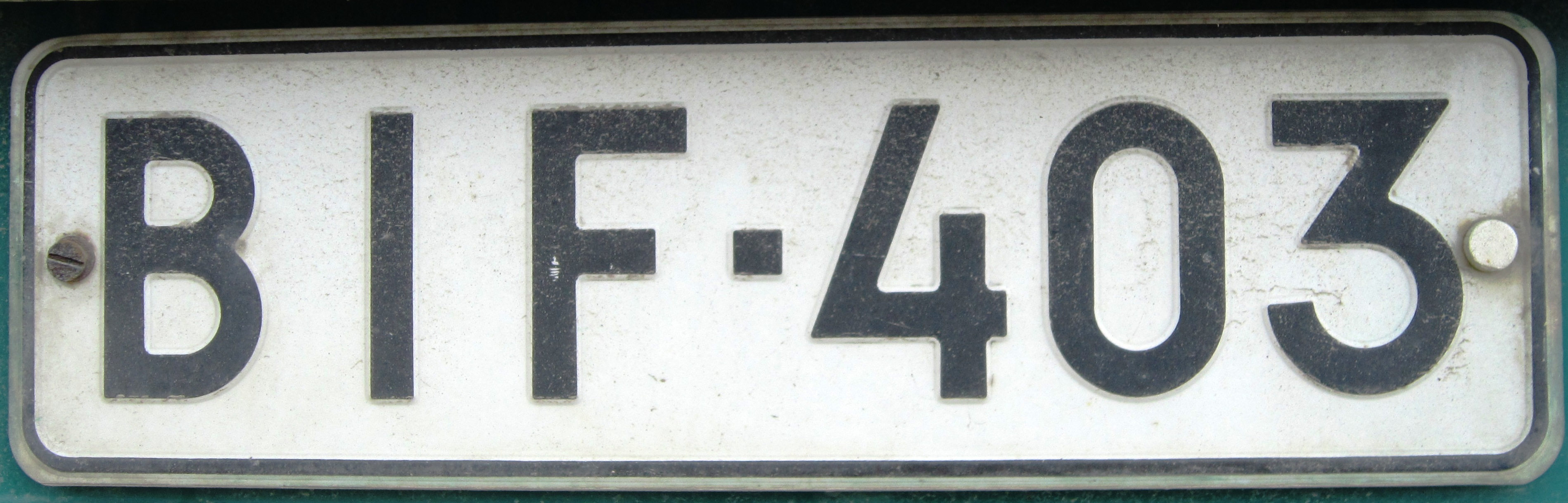
Targa sprovvista di banda blu

Le targhe d'immatricolazione della Finlandia vengono utilizzate per identificare i veicoli immatricolati nel Paese nordeuropeo. Sono generalmente composte da tre lettere non indicanti l'area d'immatricolazione, un trattino e un numero di tre cifre, la prima delle quali non è mai uno zero. 
Dal 1º maggio 2001 può essere posizionata a sinistra una banda blu con impresse in alto le dodici stelle in cerchio dell'UE e in basso la sigla automobilistica internazionale della Finlandia, FIN (era SF, che stava per Suomi-Finland, fino al 1993).

## Sistema in uso

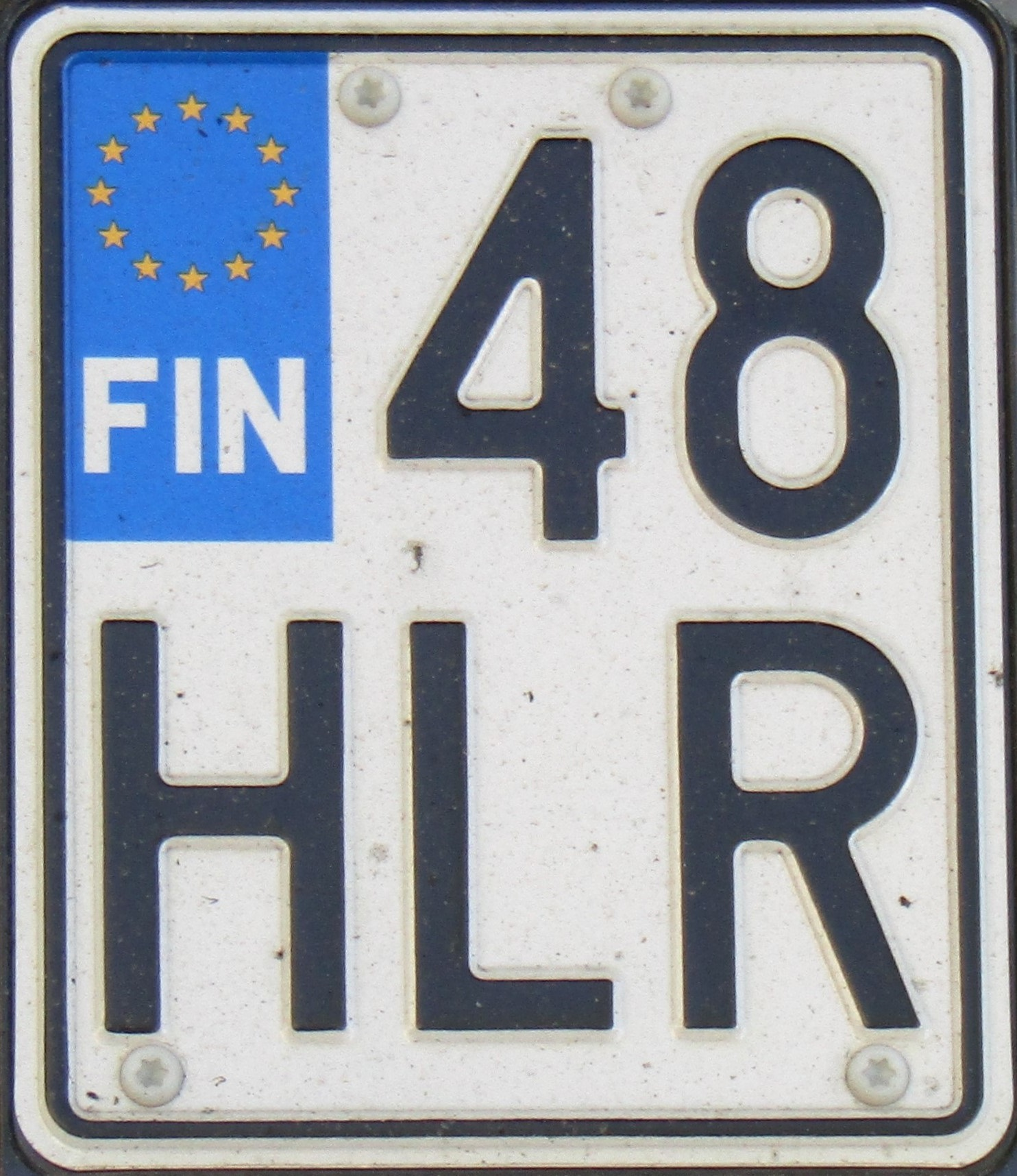
Formato attuale per motocicli

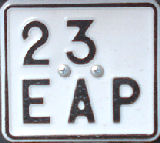
Formato "quadrato" per ciclomotori

Le targhe finlandesi presentano le seguenti caratteristiche:
- quelle degli autoveicoli con banda blu misurano 442 × 118 mm o 256 × 200 mm a seconda che il formato sia su un'unica linea o su doppia riga;
- quelle degli autoveicoli sprovviste di banda blu misurano 397 × 118 mm;
- quelle dei motocicli misurano 200 × 165 mm con banda blu UE, 199 × 165 mm senza banda blu, quelle dei ciclomotori e delle motoslitte 124 × 110 mm;
- sono utilizzate tutte le lettere dell'alfabeto anglo-latino dalla A alla Z, eccetto nella provincia autonoma delle isole Åland, dove la combinazione alfanumerica inizia sempre con ÅL (vd. infra);
- negli autoveicoli sono composte da tre lettere seguite da 1-3 cifre[2], nei motocicli la serie è costituita da cinque caratteri (due cifre sopra tre lettere e fino al 7 aprile 2009 due lettere sopra tre cifre), nei ciclomotori il numero dei caratteri varia da quattro a sei (due lettere sopra due o tre cifre oppure tre lettere sotto due o tre cifre);
- la parte numerica non inizia mai con la cifra 0;
- le combinazioni che iniziano con P, D o W sono escluse dalla serie normale perché riservate ai rimorchi, ma possono essere usate per le targhe personalizzate;
- le combinazioni HYH e HYI (espressioni di disgusto), FAT ("grasso" in inglese), KGB e NAI (espressione finlandese colloquiale che significa "fare sesso") non sono utilizzate.

### Formato USA e targhe personalizzate

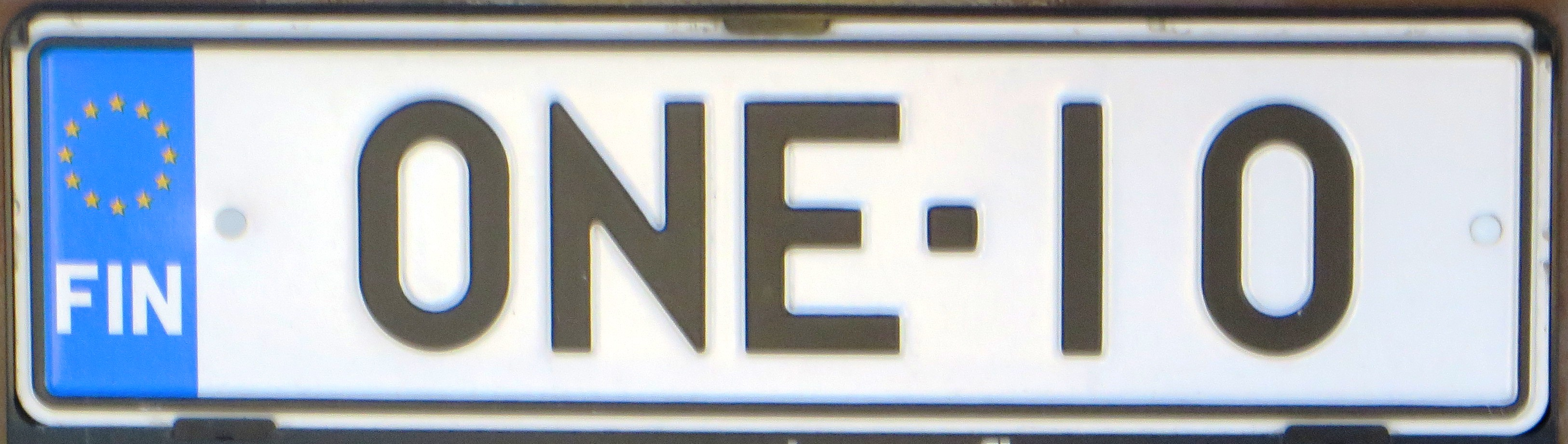
Targa personalizzata

Sono in circolazione anche targhe d'immatricolazione con formato speciale americano, che dal 15 febbraio 2013 misurano 301 × 113 mm (in precedenza le dimensioni erano 338 × 118 mm). La lettera iniziale era N fino al 1991, J dal 1991. Le serie in uso dal 2013 sono RRJ, RRK, RRH, OYY, OYZ, OYX, NJA–NJC, OUC e OUA.
Fin dal 1989, come in altri Paesi europei, è possibile avere targhe personalizzate, purché abbiano una cifra e almeno due lettere. Il loro costo è di 790€.

## Varianti dei formati standard

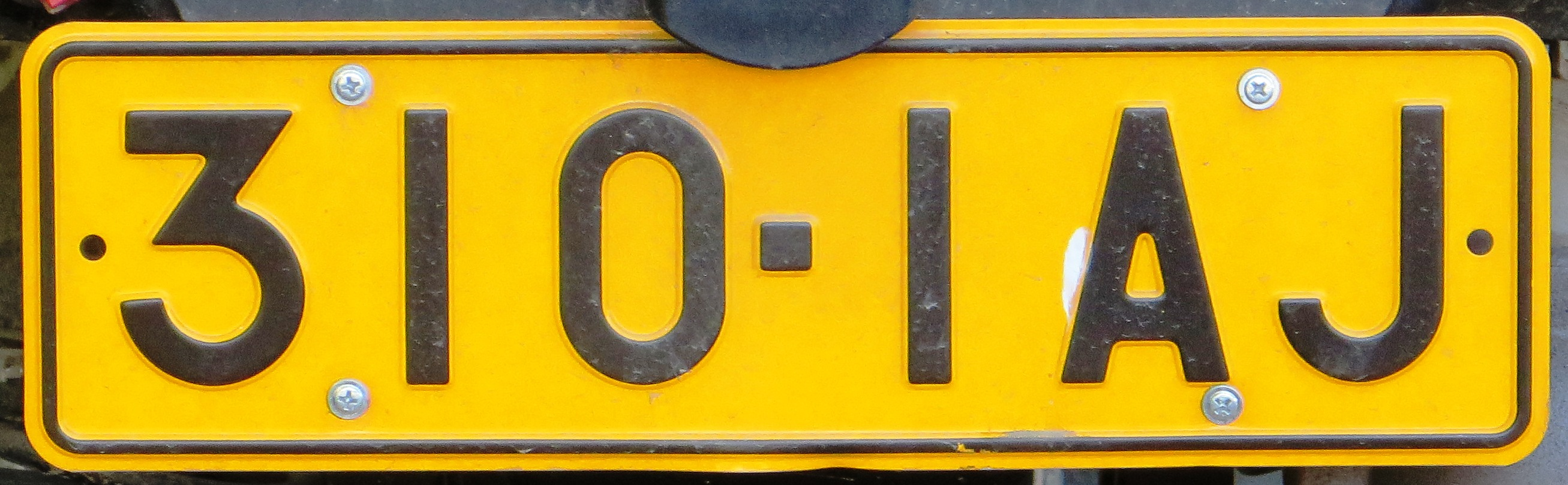
Formato per macchine agricole e operatrici

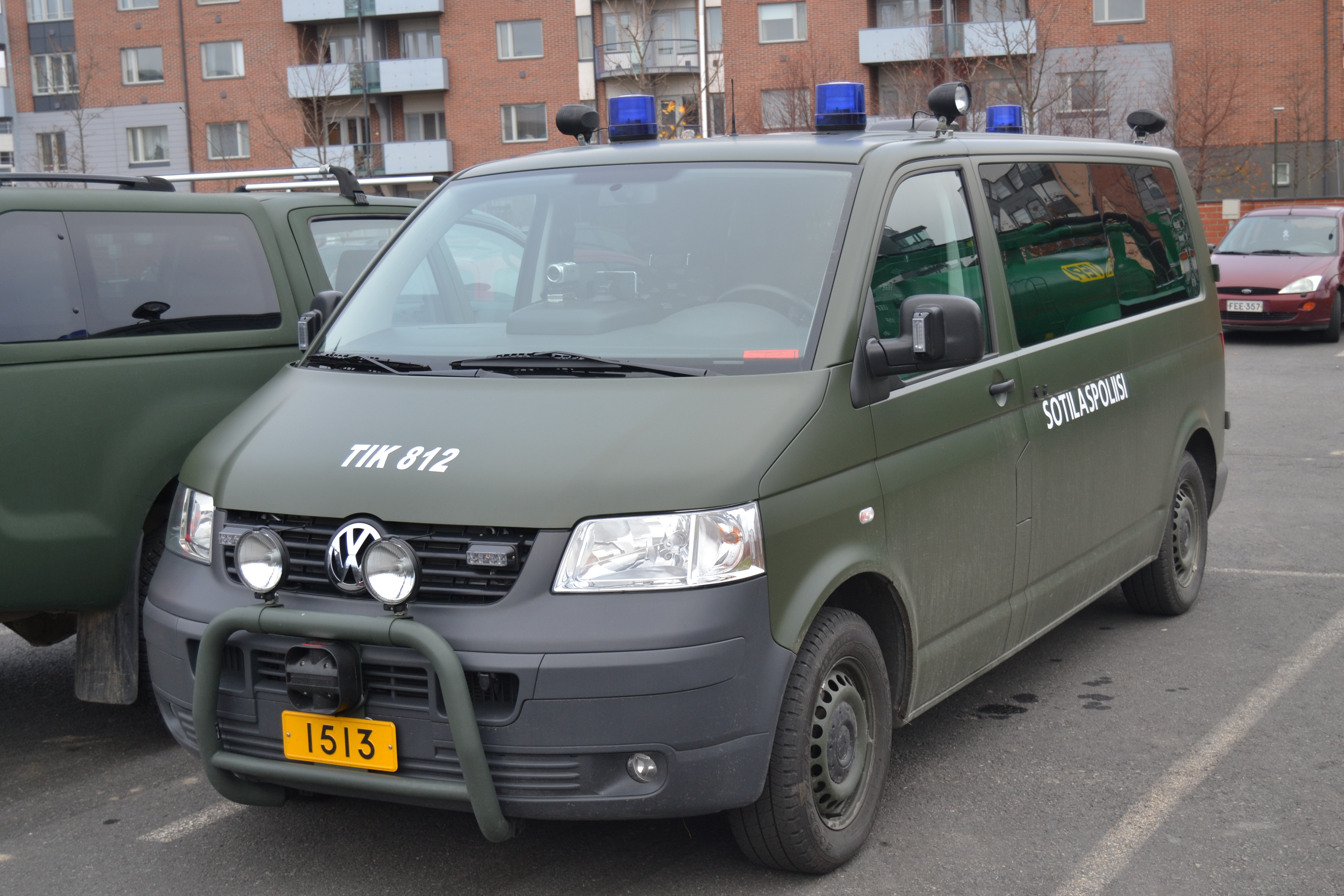
Targa d'immatricolazione anteriore di un furgone della polizia militare

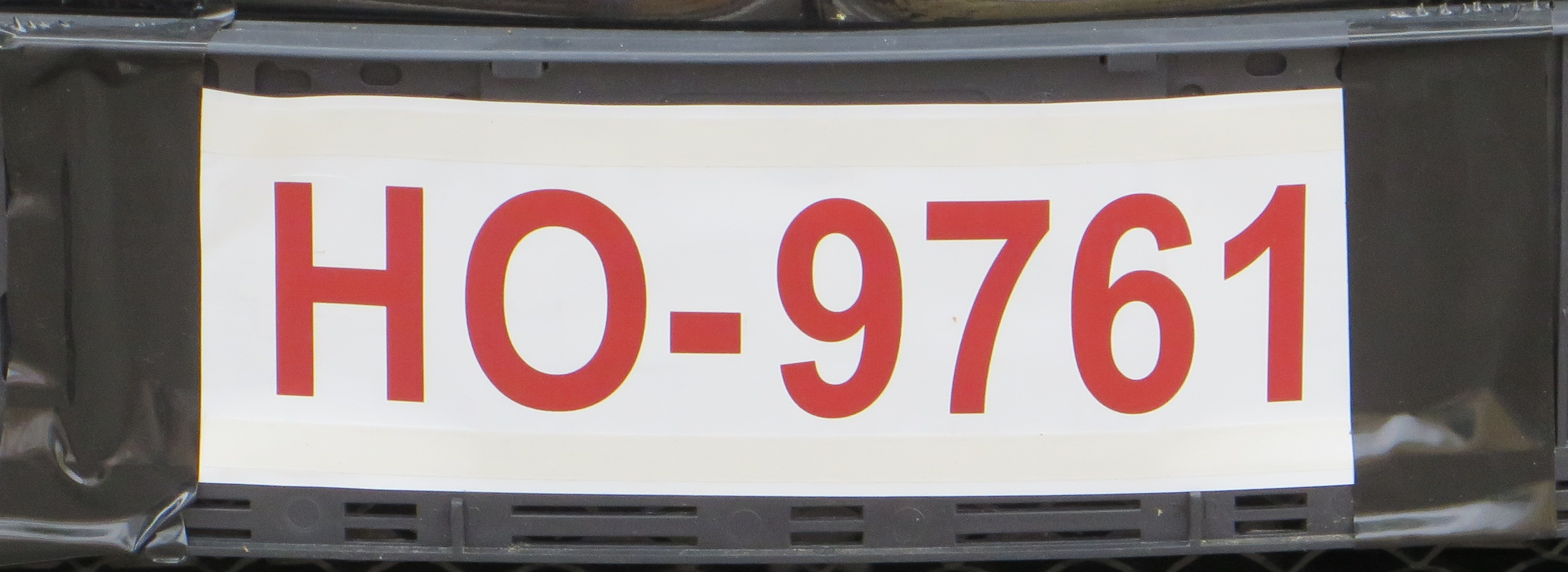
Targa prova per test car

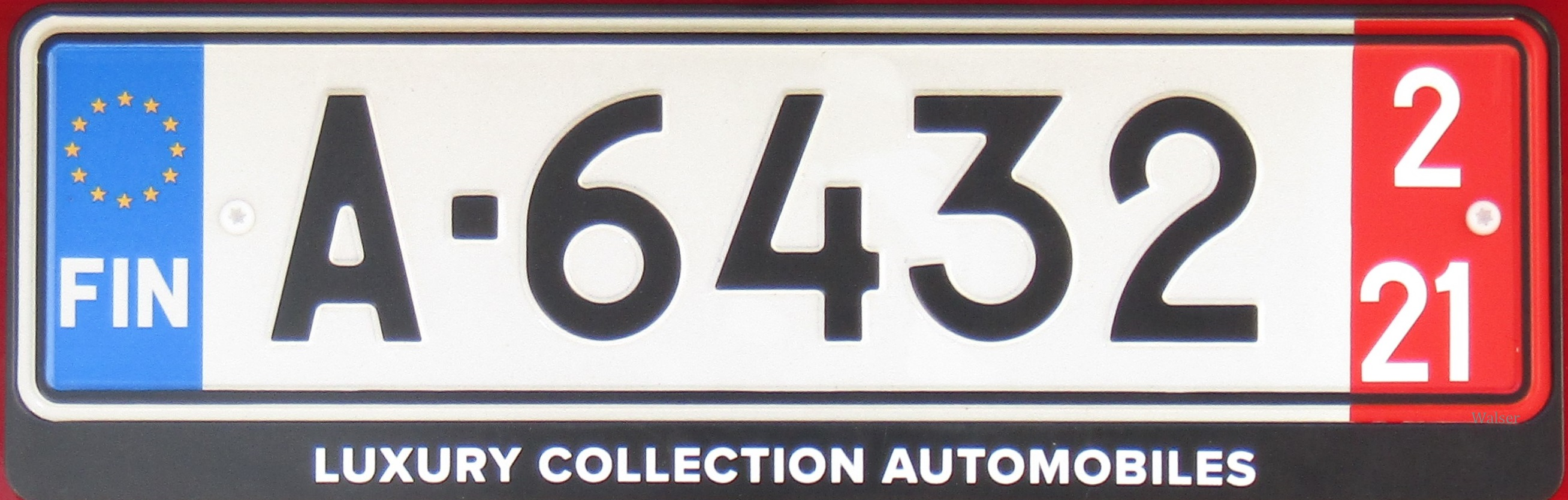
Targa da esportazione

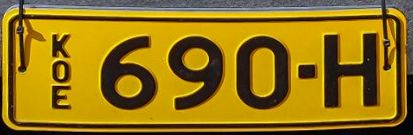
Targa provvisoria per concessionari

- Le targhe delle macchine agricole e operatrici hanno caratteri neri su fondo giallo o giallo arancio, con cifre variabili da una a tre che precedono due o tre lettere.
- Anche le targhe delle motoslitte sono gialle con testo nero, ma si presentano su doppia linea: due o tre cifre sormontano due lettere.
- Le targhe degli automezzi dell'Esercito sono anch'esse gialle, non hanno lettere (eccetto i rimorchi) ma solo un numero di colore nero con un minimo di una cifra e un massimo di quattro, che nei motocicli e ciclomotori sono distribuite su due righe. Nei carri armati e nei veicoli blindati i caratteri sono bianchi su fondo nero, dipinti sulla carrozzeria; le lettere Ps precedono un numero di tre cifre indicante la divisione militare, un trattino e una numerazione seriale di un massimo di tre cifre.
- Introdotte nel 2000, le targhe temporanee dei veicoli da portare in autofficina per collaudi o controlli tecnici sono di cartone e adesive; si possono incollare anche sul parabrezza o sul lunotto. Quelle per autoveicoli misurano 292 × 100 mm, quelle per motoveicoli 120 × 120 mm. Dal 2004 la serie alfanumerica è composta da due lettere e quattro cifre rosse su fondo bianco partendo da 0001; la sola lettera R contraddistingue le automobili partecipanti a rally. Fino a tutto il 2003 la numerazione progressiva a quattro cifre era preceduta dalla lettera identificativa della regione (vd. infra).
- Le targhe da esportazione si differenziano da quelle standard per avere una sola lettera nella serie, seguita da un massimo di quattro cifre, e per una fascia verticale rossa a destra all'interno della quale sono scritti, a caratteri bianchi, in alto il numero corrispondente al mese (1 = gennaio, 2 = febbraio e così via) e in basso le ultime due cifre dell'anno di scadenza della validità. I motocicli hanno un formato su doppia linea.
- Le targhe provvisorie dei concessionari e commercianti di veicoli, utilizzabili solo per scopi aziendali (ad esempio nei trasferimenti temporanei), sono riconoscibili per le scritte e il bordo nero su fondo giallo; l'unica lettera, seguita da un trattino e un numero a tre cifre, identifica la zona di immatricolazione in base al vecchio sistema; a sinistra sono allineate in verticale le lettere KOE (cioè "prova" in finlandese), di dimensioni ridotte. Al più tardi dal 2020 l'ordine della sequenza è stato invertito: le cifre sono anteposte alla lettera.
- Il formato per i veicoli importati da Paesi non aderenti alle convenzioni del traffico internazionale è riconoscibile per i caratteri rossi su fondo bianco; a sinistra la lettera identificativa della zona di immatricolazione in base al vecchio sistema precede un numero con cifre variabili da una a tre, un trattino e le lettere fisse FIN.
- Le targhe delle automobili riservate ad alcune cerimonie ufficiali del Presidente della Repubblica (per esempio parate militari) si distinguono per lo stemma nazionale: un leone coronato di color oro, in campo rosso, che in mezzo a nove rose calpesta una spada e ne tiene un'altra nella mano destra.
- Da dicembre 1987 le targhe dei veicoli d'epoca immatricolati da almeno trent'anni e iscritti nei registri dei musei sono nere con bordo e caratteri bianchi; quelle delle autovetture misurano 342 × 123 mm, quelle dei motocicli 280 × 119 mm[3]. Nelle auto la serie attuale è composta dalle lettere fisse MR, MA o MB seguite da una lettera variabile e tre cifre; nelle moto le lettere fisse MM-MP-MC-ME-MB sono seguite da tre cifre. Dal 2002 i veicoli immatricolati dopo il 1972 possono avere i caratteri neri su fondo bianco.

### Codici speciali

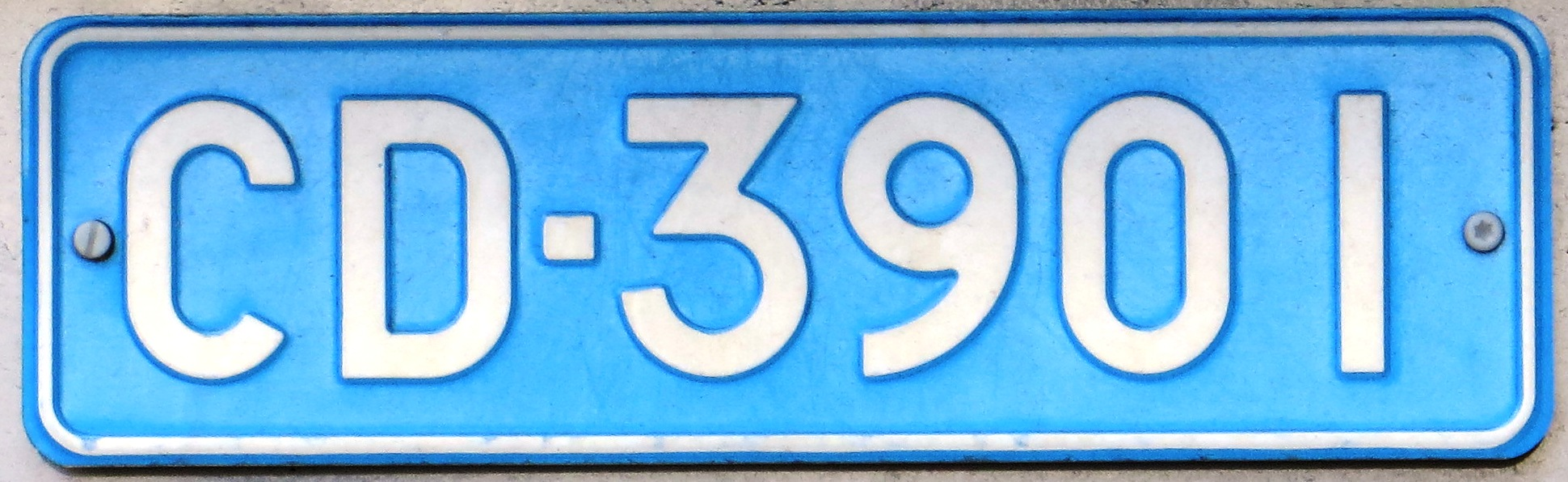
Targa diplomatica della vettura dell'ambasciatore (cifre 01) del Perù (codice numerico 39)

- AA 1 - veicolo riservato al Primo Ministro
- AA 2 - veicolo riservato al Ministro degli affari esteri
- AA 3 – 20 - veicoli riservati agli altri ministri del Governo o ad altre autorità supreme dello Stato
- C (caratteri bianchi su fondo blu o azzurro) - personale non diplomatico
- CD (caratteri bianchi su fondo blu o azzurro) - Corpo diplomatico
- D (dal 2012), W (1998–2012), P (fino al 1998) - rimorchio, semirimorchio o (caratteri neri su sfondo giallo) rimorchio militare

## Numeri utilizzati nelle targhe diplomatiche associati a Stati od organizzazioni internazionali
Le prime due cifre delle targhe diplomatiche con sigla CD o C identificano il Paese della rappresentanza o l'organizzazione internazionale cui è intestato il veicolo, secondo il seguente schema:
| Numero | Stato / Organizz. internaz.                                          | Numero | Stato / Organizz. internaz.  | Numero | Stato / Organizz. internaz.                           |
| ------ | -------------------------------------------------------------------- | ------ | ---------------------------- | ------ | ----------------------------------------------------- |
| 10     | Germania                                                             | 11     | Israele                      | 12     | Stati Uniti                                           |
| 13     | Unione europea                                                       | 14     | Argentina                    | 15     | Austria                                               |
| 16     | Belgio                                                               | 17     | Brasile                      | 18     | Bulgaria                                              |
| 19     | Canada                                                               | 20     | Cina                         | 21     | Corea del Sud                                         |
| 22     | Israele                                                              | 23     | Cuba                         | 24     | Danimarca                                             |
| 25     | Egitto                                                               | 26     | Spagna                       | 27     | Francia                                               |
| 28     | Regno Unito                                                          | 29     | Ungheria                     | 30     | India                                                 |
| 31     | Indonesia                                                            | 32     | Iraq                         | 33     | Israele                                               |
| 34     | Italia                                                               | 35     | Giappone                     | 36     | Messico                                               |
| 37     | Norvegia                                                             | 38     | Paesi Bassi                  | 39     | Perù                                                  |
| 40     | Polonia                                                              | 41     | Portogallo                   | 42     | Romania                                               |
| 43     | Svezia                                                               | 44     | Svizzera                     | 45     | Israele                                               |
| 46     | Turchia                                                              | 47     | Russia                       | 48     | Venezuela                                             |
| 49     | Serbia                                                               | 50     | Sudafrica                    | 51     | Grecia                                                |
| 52     | Libia                                                                | 53     | Israele                      | 54     | Colombia                                              |
| 55     | Commissione per la protezione dell'ambiente del Mar Baltico (HELCOM) | 56     | Iran                         | 57     | Università delle Nazioni Unite (UNU-WIDER)            |
| 58     | Cile                                                                 | 59     | Estonia                      | 60     | Lettonia                                              |
| 61     | Irlanda                                                              | 62     | Ucraina                      | 63     | Slovacchia                                            |
| 64     | Rep. Ceca                                                            | 65     | Lituania                     | 66     | Organizzazione internazionale per le migrazioni (IOM) |
| 67     | Marocco                                                              | 68     | Islanda                      | 69     | Croazia                                               |
| 70     | Russia                                                               | 71     | Cipro                        | 72     | Organizzazione mondiale della sanità (OMS)            |
| 73     | Slovenia                                                             | 74     | Tunisia                      | 75     | -                                                     |
| 76     | Malaysia                                                             | 77     | Vietnam                      | 78     | Thailandia                                            |
| 79     | Agenzia europea delle sostanze chimiche (ECHA)                       | 80     | Arabia Saudita               | 81     | Filippine                                             |
| 82     | Georgia                                                              | 83     | Nordic Investment Bank (NIB) | 84     | Liberia                                               |
| 85     | Bielorussia                                                          | 86     | Kazakistan                   | 87     | Colombia                                              |
| 88     | Uruguay                                                              | 89     | Palestina                    | 90     | Namibia                                               |
| 91     | Algeria                                                              | 92     | Emirati Arabi Uniti          | 93     | -                                                     |

## Sigle automobilistiche e rispettive aree di immatricolazione fino al 30/09/1989
- A, B e (fino al 1964) C - Città di Helsinki / Helsingfors
- E, T e (fino al 1964) F - Regione di Turku / Åbo e Pori
- H, I e (fino al 1961) N - Regione di Häme
- J e (dal 1961) N - codici utilizzati nelle targhe su doppia linea
- K - Regione di Kuopio
- L - Regione della Lapponia (Lappi)
- M - Regione di Mikkeli

- O - Regione di Oulu
- R e (fino al 1972) G - Regione di Kymenlaakso (capoluogo: Kotka)
- S - Regione della Carelia Settentrionale (Pohjois-Karjala)
- U, Z - Regione di Uusimaa
- V e (fino al 1972) Y - Regione di Vaasa / Vasa
- X - Regione della Finlandia Centrale (Keski-Suomen)
- ÅL - Provincia delle Åland

## Storia

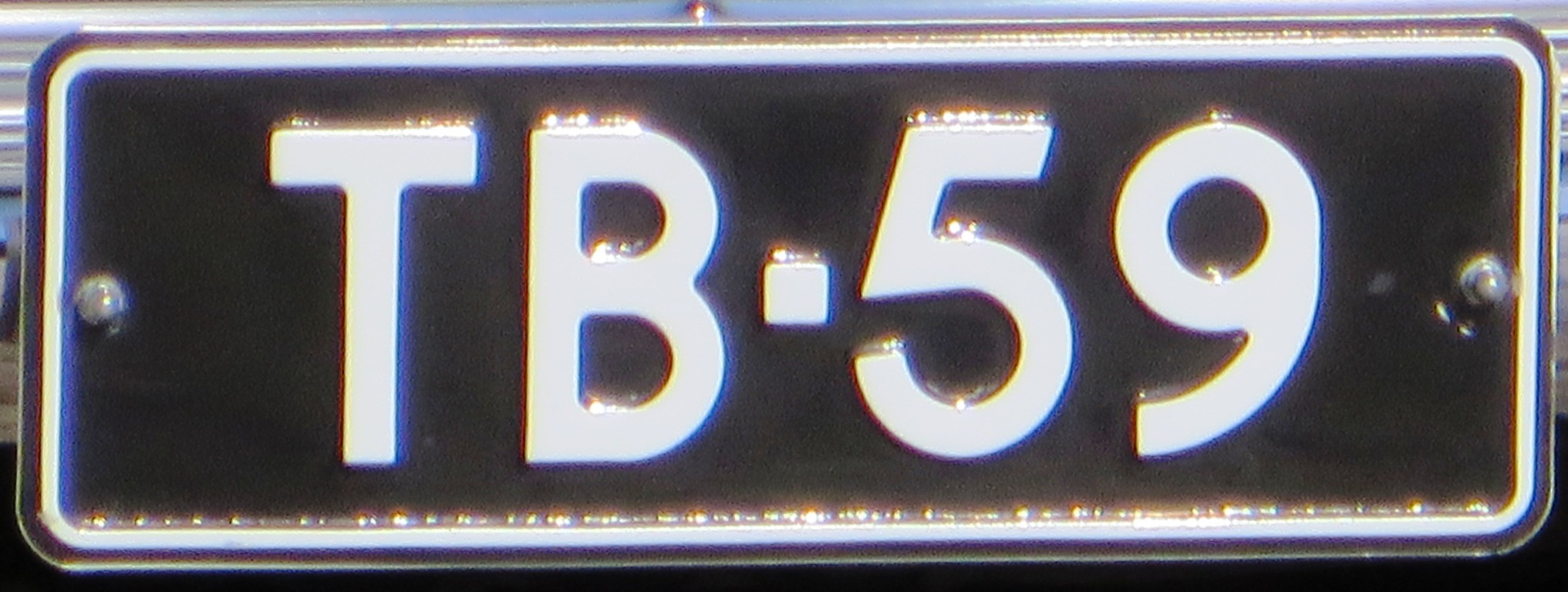
Formato emesso dal 1950 a tutto il 1960

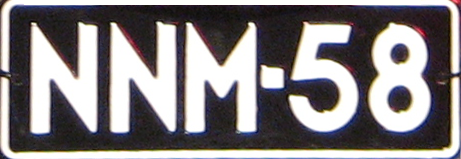
Formato utilizzato dal 1961 a tutto il 1971

Le targhe nazionali obbligatorie, con lettere e numeri generalmente neri su fondo bianco e occasionalmente bianchi su fondo nero, vennero emesse per la prima volta nel 1922, anche se alcune città avevano già sistemi del genere in uso prima di quell'anno (ad esempio Helsinki aveva già targhe dal 1907). Il formato era del tipo L-000(0), in cui 0 rappresenta una cifra e L la lettera corrispondente alla regione in cui il veicolo era stato immatricolato. 
Nel 1950 i colori vennero invertiti e la serie cambiò in LL-00(0), con la seconda lettera di solito assegnata in sequenza. Nel 1960 si aggiunse il bordo bianco e nel 1961 una terza lettera. 
Nel 1972 si ritornò al formato con le scritte nere su fondo bianco; il blocco alfanumerico era uguale a quello tuttora utilizzato: LLL-000. 
Le dimensioni erano di 338 × 118 mm o 280 × 119 mm per gli autoveicoli, di 263 × 116 mm per i motoveicoli. 
Tra il 1922 e il 1º ottobre 1989, la prima lettera corrispondeva alla zona in cui il veicolo era stato immatricolato. 
Fino al 1971, quando il proprietario cambiava regione o (nel solo caso delle isole Åland) provincia, oppure quando il veicolo veniva venduto a un nuovo proprietario residente in un'altra area di immatricolazione, la targa doveva essere cambiata.

## Åland

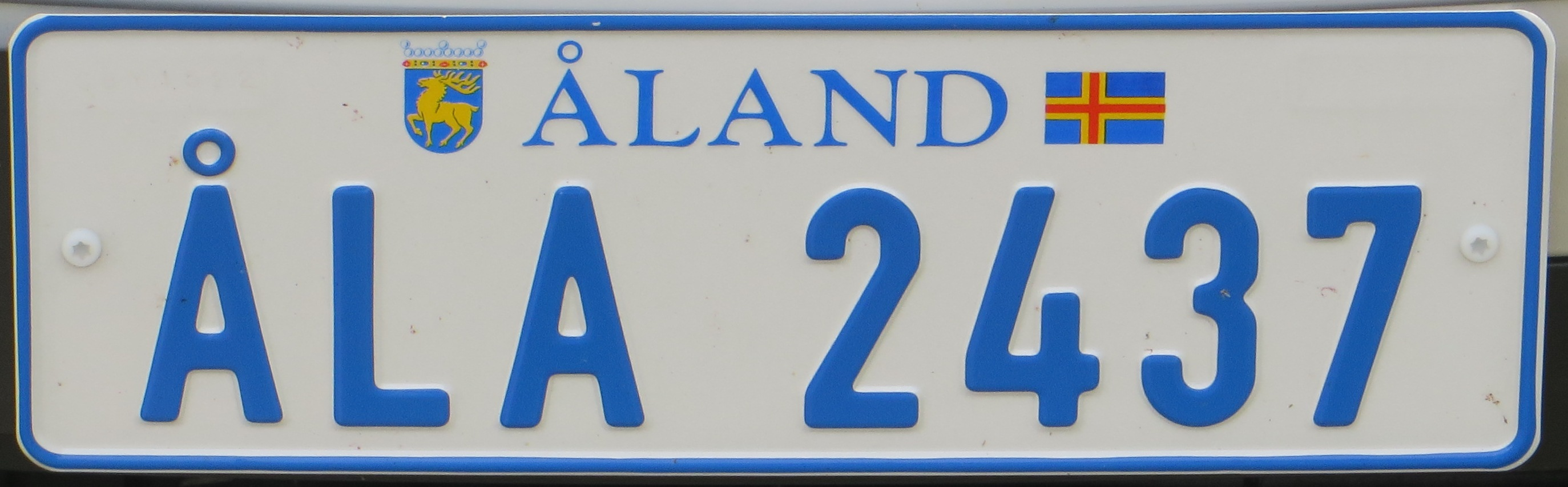
Targa standard di un veicolo delle isole Åland

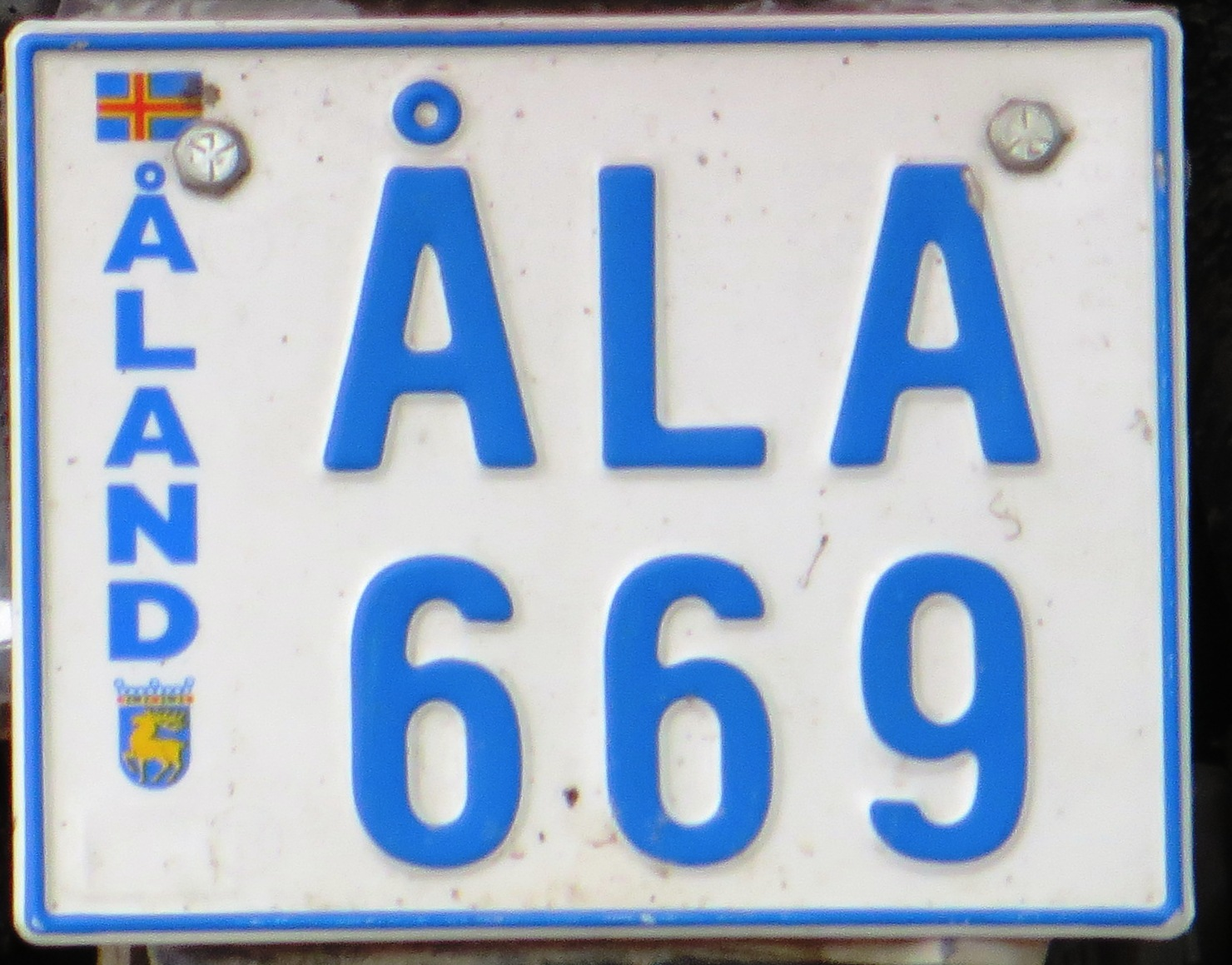
Targa di un motociclo

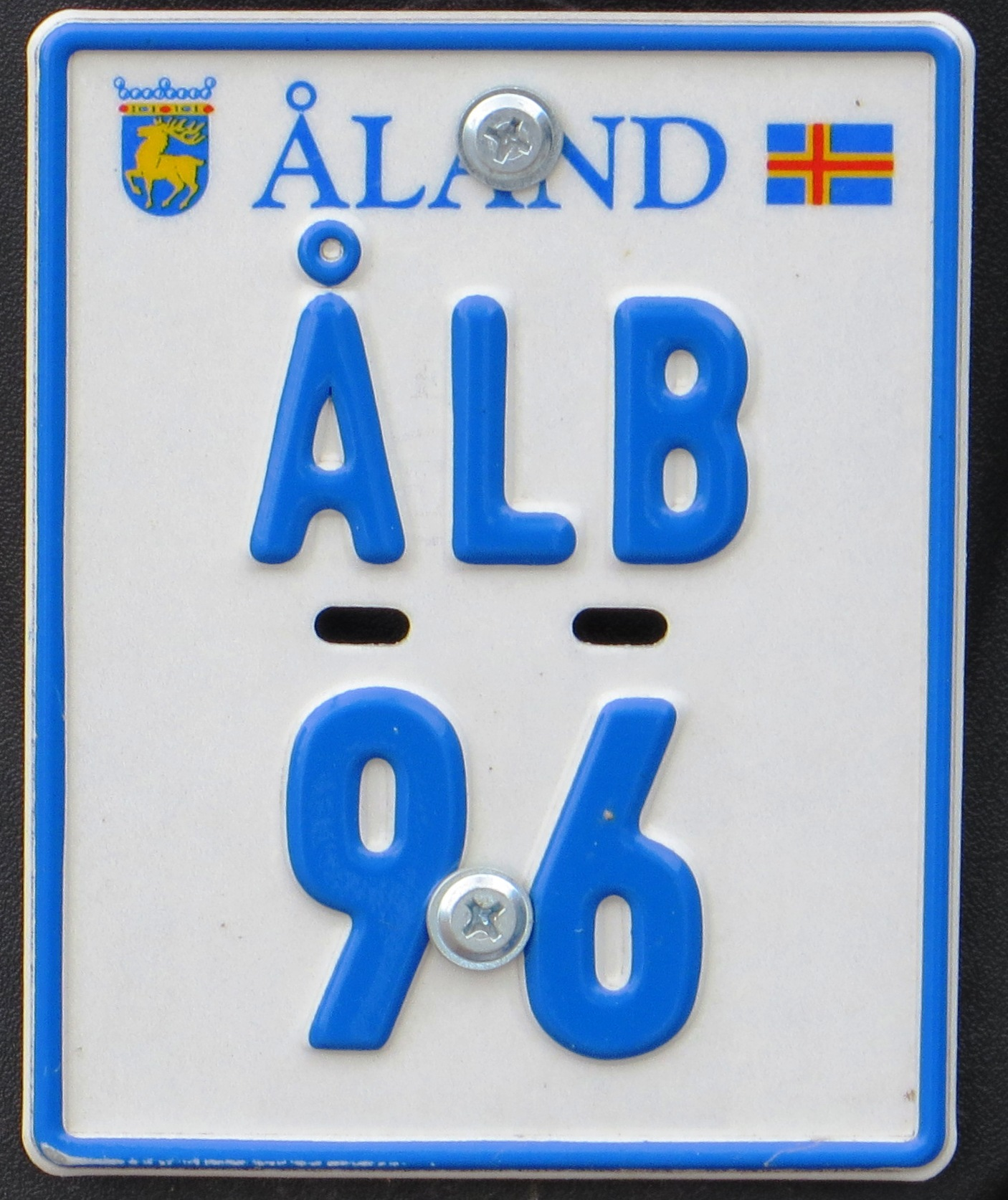
Formato per ciclomotori dal 2000

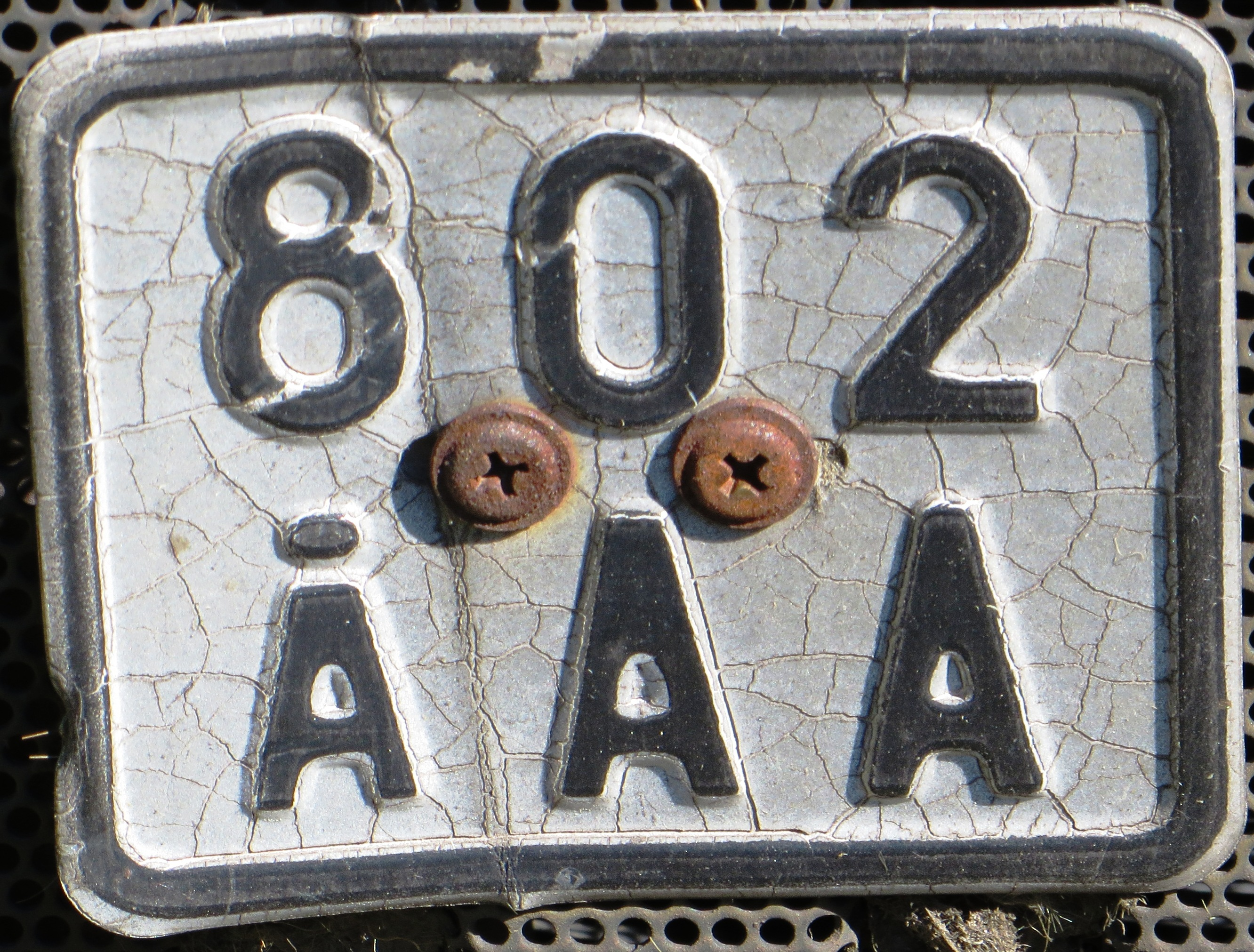
Targa di un ciclomotore immatricolato prima del 2000

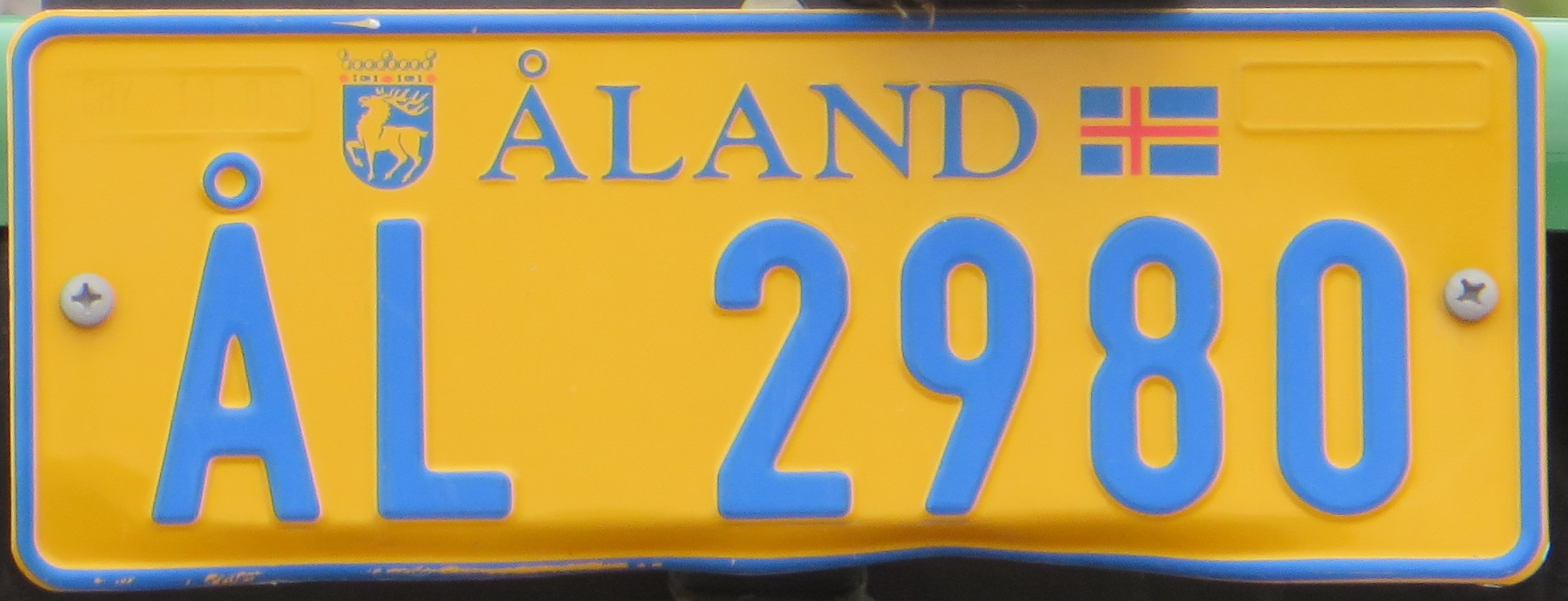
Formato per macchine agricole

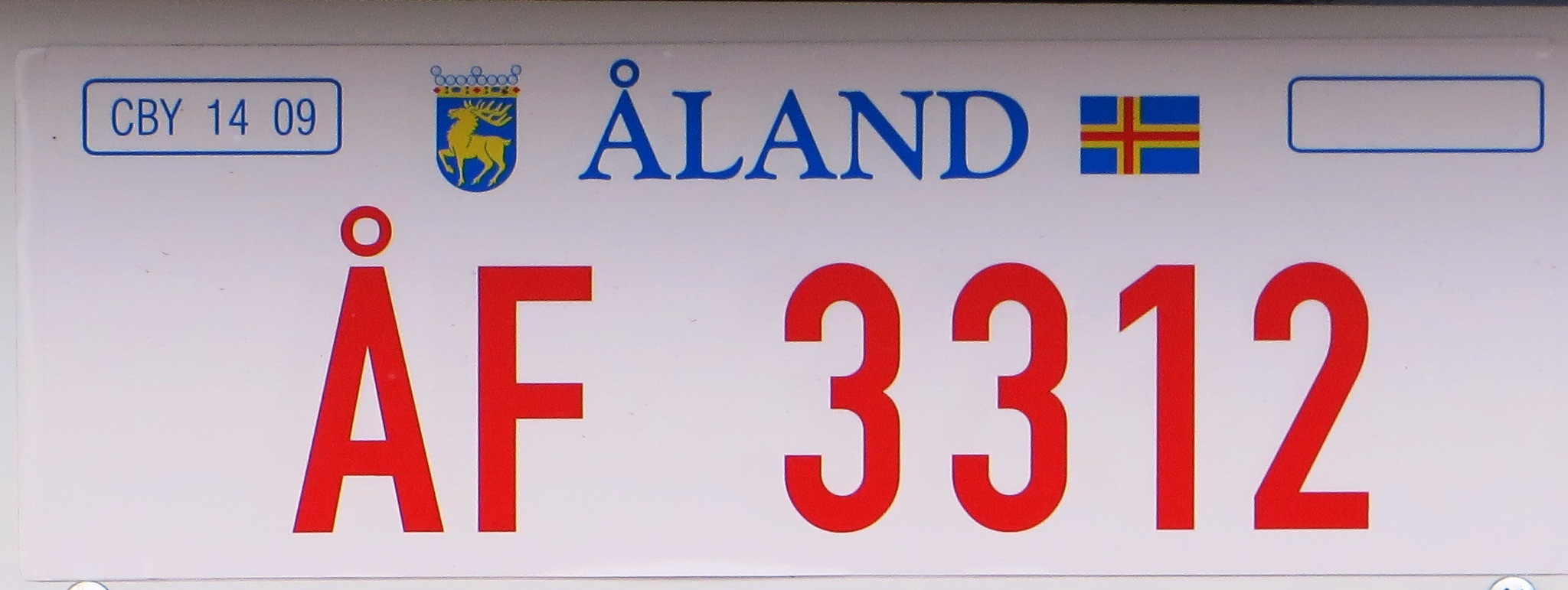
Esempio di serie "AF" assegnata ai veicoli noleggiati a turisti

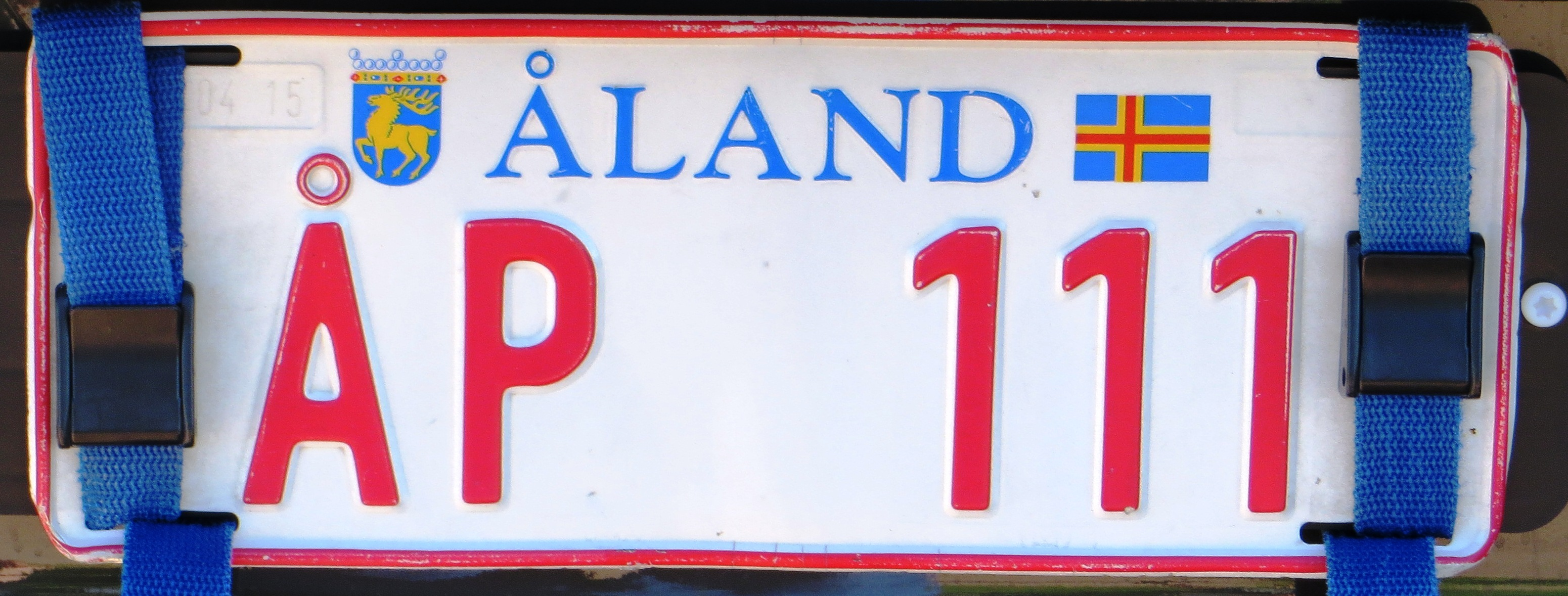
Targa professionale

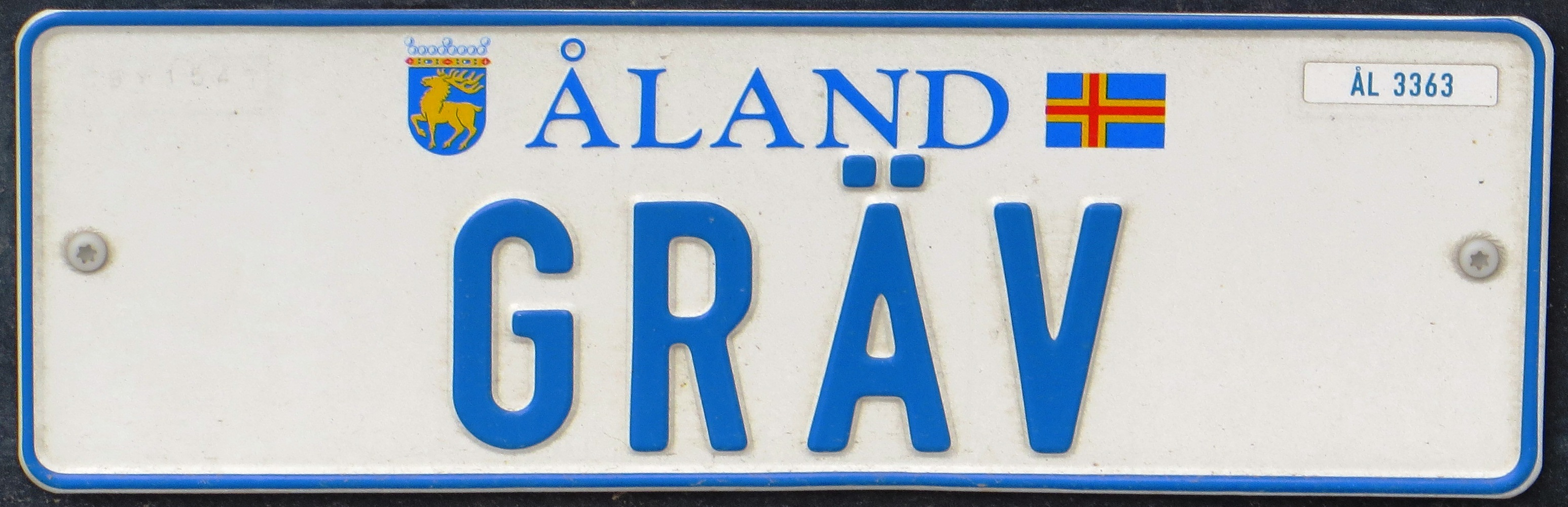
Targa personalizzata

Dal 1º giugno 1992 le isole Åland utilizzano delle targhe specifiche. Il bordo e i caratteri sono azzurri su fondo bianco. 
Il sistema informatico decide se una nuova immatricolazione sarà nel formato ÅL e cinque cifre o ÅLA e quattro cifre. Dal 1981 a tutto il 2012 c'era sempre una terza lettera variabile prima dello spazio e del numero, generalmente di tre cifre. In alto la dicitura "ÅLAND", di dimensioni ridotte, è preceduta dallo stemma e seguita dalla bandiera dell'arcipelago. 
Le dimensioni per gli autoveicoli sono 340 × 130 mm o 395 × 130 mm, mentre quelle dei motoveicoli (che hanno la scritta "ÅLAND" con le lettere allineate in verticale, sotto la bandiera) misurano 200 × 165 mm e il formato è su doppia linea. 
Anche le targhe dei ciclomotori sono disposte su due righe, ma differiscono nelle dimensioni: 95 × 120 mm; la dicitura "ÅLAND" è posizionata in alto, le cifre sono leggermente più grandi delle lettere. Prima del 2000 questi veicoli avevano forma quasi quadrata (124 × 110 mm) e i colori su fondo bianco che cambiavano annualmente; le cifre erano sempre tre e potevano occupare la linea superiore o inferiore, es.: AAA/000 oppure 000/AAA. 
Le autorità locali hanno deliberato il 19 marzo 2010 di differenziare la sigla automobilistica internazionale, introducendo il codice AX negli adesivi ovali e nella banda blu a sinistra (opzionale).
Presumibilmente dal 2003 sono emesse targhe speciali per alcune categorie di veicoli:
- macchine agricole: bordo e caratteri azzurri su fondo giallo;
- veicoli noleggiati a turisti: lettere e cifre rosse su fondo bianco, sigla ÅF (la F sta per Foreigner), targa generalmente adesiva;
- veicoli che concessionari o garagisti devono sottoporre a collaudo: bordo e caratteri rossi su fondo bianco, sigla ÅP (dove P è la prima lettera di Professional plate), targa metallica o adesiva;
- rimorchi: stessi colori delle targhe ordinarie, sigla ÅS (la S è l'iniziale di Släpvagn, cioè "rimorchio" in svedese);
- macchine operatrici: sono munite di targhe di formato ridotto rilasciate dalle compagnie assicurative, il cui nome (a volte abbreviato) è scritto in nero per esteso sopra un numero seriale.

Si possono richiedere targhe personalizzate, con combinazioni libere di lettere e/o cifre che non possono superare i sette caratteri. Le numerazioni da ÅLAND 1 a ÅLAND 4 sono riservate alle vetture degli alti funzionari governativi.